# Melanotus passerculus
Melanotus passerculus is een keversoort uit de familie kniptorren (Elateridae). De wetenschappelijke naam van de soort werd voor het eerst geldig gepubliceerd in 1988 door Elena Gurjeva.